# Parafia Matki Bożej Nieustającej Pomocy w Krakowie (Podgórze)
Parafia Matki Bożej Nieustającej Pomocy w Krakowie – rzymskokatolicka parafia należąca do zgromadzenia redemptorystów, wchodząca w skład dekanatu Kraków-Podgórze archidiecezji krakowskiej. Mieści się w Podgórzu przy ulicy Zamoyskiego. Proboszczem parafii od 25 czerwca 2023 jest o. Bogusław Augustowski CSsR.

## Historia parafii
Parafia została utworzona w 1983 roku.
Kościół parafialny wybudowany w 1905 roku, konsekrowany w 1906 roku.
W latach 90. XX wieku i w pierwszej dekadzie XXI wieku w domu zakonnym, znajdującym się przy parafii mieścił się postulat redemptorystów. Formacja trwała tam dwa lata, a kandydaci na kapłanów w zgromadzeniu odbywali wówczas studia filozoficzne, aby następnie przeżywać rok formacji w nowicjacie w Lubaszowej i potem studiować teologię w Tuchowie.
W maju 2023 roku zarząd Prowincji Warszawskiej Redemptorystów zdecydował, że od roku akademickiego 2023/2024 seminarium zgromadzenia zostanie przeniesione z Tuchowa do Krakowa. Od października 2023 roku mieści się ono w domu zakonnym przy podgórskiej parafii. 

## Wspólnoty parafialne
- Rada duszpasterska
- Róże Żywego Różańca
- Duszpasterstwo akademickie „Na Górce”
- Caritas Parafialny
- Służba Liturgiczna Ołtarza
- Schola dziecięca
- Ruch Światło-Życie „Oaza” młodzieżowa

## Zasięg parafii
Ulice: Bonarka, Czackiego, Czarna, Czyżówka, Długosza, Głogowska, Góralska, Grzybki, Kalwaryjska nry parzyste od 24 i nieparzyste od 17, Kobierzyńska 2, 4, 8, 12, Konopnickiej 84, Krasickiego, Krzemionki, Kutrzeby, Łagiewnicka, Mitery, Orawska, Podskale, Przedwiośnie, Przełęcz, Puszkarska, Redemptorystów, Rydlówka, Rzemieślnicza, pl. Serkowskiego do nru 10, Skrzyneckiego, Smolki, Spiska, Stroma, Szaflarska, Szafrana, Śliska, Wadowicka do nru 29, Warneńczyka, Zamojskiego nry parzyste od 24 i nieparzyste od 21.